# Bhaktharahalli, Dod Ballapur
Bhaktharahalli là một làng thuộc tehsil Dod Ballapur, huyện Bangalore Rural, bang Karnataka, Ấn Độ.